# Glyptoparus delicatulus
Glyptoparus delicatulus là loài cá biển duy nhất thuộc chi Glyptoparus trong họ Cá mào gà. Loài này được mô tả lần đầu tiên vào năm 1959.

## Từ nguyên
Tên chi được ghép bởi hai âm tiết: glyptó (γλυπτό trong tiếng Hy Lạp cổ đại; "điêu khắc") và hậu tố parous trong tiếng Latinh ("sản xuất; sinh ra"), không rõ hàm ý, có lẽ chỉ đến mào thịt trên đỉnh đầu của cá đực loài này (ở cá cái thấp và kém phát triển). Tính từ định danh delicatulus trong tiếng Latinh có nghĩa là "rất mảnh mai", cũng không rõ hàm ý điều gì, có lẽ là kích thước nhỏ bé của chúng.

## Phân bố và môi trường sống
Từ Đông Phi, G. delicatulus có phân bố trải dài về phía đông đến quần đảo Australes, ngược lên phía bắc đến quần đảo Ryukyu và quần đảo Ogasawara, xa về phía nam đến bãi cạn Rowley và rạn san hô Great Barrier (Úc). Ở Việt Nam, G. delicatulus được ghi nhận tại cù lao Câu (Bình Thuận).
G. delicatulus sống trên các rạn san hô chết phủ thảm tảo, hoặc khu vực hỗn hợp san hô lẫn cát trong đầm phá, độ sâu đến ít nhất là 14 m.

## Mô tả
Tổng chiều dài lớn nhất được ghi nhận ở G. delicatulus là 5 cm.
Số gai vây lưng: 12; Số tia vây lưng: 16–17; Số gai vây hậu môn: 2; Số tia vây hậu môn: 18–19.

## Sinh thái
Trứng của G. delicatulus có chất kết dính, được gắn vào chất nền thông qua một tấm đế dính dạng sợi. Cá bột là dạng phiêu sinh vật, thường được tìm thấy ở vùng nước nông ven bờ.